# Zona sumraka (album)
Zona sumraka drugi je studijski album zagrebačke rock skupine Film, kojeg 1982. godine objavljuje diskografska kuća Jugoton.
Drugi album sastava Film donio je promjene u postavi. Branko Hromatko je 1981. godine otišao na odsluženje vojnoga roka, a na njegovo mjesto došao je Ivan Stančić. Album sadrži depresivan materijal koji je bio inspiriran tadašnjim stalnim redukcijama struje. Nove skladbe obrađivale su teme o usamljenosti, otuđenosti, ubojstvima i problemima s drogom. Album sadrži dva instrumentala od kojih je "James Bond" obrada teme iz istoimenog filmskog serijala.

## O albumu
Nakon odličnog uživo albuma Film u Kulušiću – Live, od sljedećeg studijskog albuma i njegovog materijala puno se očekivalo. Međutim pokazalo se da je Film napravio uobičajenu grešku drugog albuma, te je bitne glazbene teme i snažne ritmove preslikao s prvog albuma, što je u konačnici zvučalo dobro ali je već bilo pomalo izlizano. Materijalu je falio jedan veliki hit koji bi imao dovoljno jak komercijalan potencijal. Između ostalih skladbi Stublić je s "20.000 milja iznad mora", "Beli prah" i "Krvariš oko ponoći" ispričao priče sa svojih tuluma na kojima je glavna tema seks, droga i rock and roll. Međutim tekstovi ovih istinitih događaja nisu dovoljno dobro uklopljeni u rock melodiju, pa Stublić u nekim trenucima izgleda pomalo izgubljeno. Album nije dobro prošao kod njihovih obožavatelja koji su dosta toga očekivali od novog materijala. Zona sumraka ne sadrži niti jednu vedru i optimističnu skladbu, kakve je sadržava njihov prvijenac. Skladba "Dokaži" bavi se špijuniranjem "vanjskih i unutarnjih" elemenata s kojom je Stublić htio opisati situaciju u bivšoj Jugoslaviji kao zatvorenom sistemu. Međutim to mu nije uspjelo jer je u to vrijeme Branimir Štulić sa skupinom Azra bio na vrhu popularnosti s takvim tekstovima, pa publika nije prihvatila loše kopiranje. Ipak album sadrži i dvije odlične instrumentalne kompozicije "James Bond 007" (ska) i "Espagna" (elektronički rock), na kojima se najviše ističe glazbena i skladateljska struktura. U to vrijeme rock na prostoru bivše Jugoslavije bio je na samom vrhuncu i tiraže su se mjerile u stotinama tisuća. Zona sumraka prodala se u 50.000 tisuća primjeraka, što s obzirom na loše kritike i nije tako loše.

## Popis pjesama

### A strana
1. "Zona sumraka" (3:13)
2. "Pljačka stoljeća" (2:45)
3. "Zagreb je hladan grad" (4:02)
4. "20.000 milja iznad mora (4:32)
5. "James Bond-007" (4:55)

### B strana
1. "Bizz" (3:12)
2. "Beli prah (2:52)
3. "Tajni tata" (3:33)
4. "Krvariš oko ponoći (3:06)
5. "España" (3:03)
6. "Dokaži" (2:58)

## Izvođači
- Jura Stublić - prvi vokal
- Marino Pelajić - bas-gitara, vokal
- Ivan Stančić - bubnjevi, vokal
- Mladen Juričić - gitara, vokal
- Jurij Novoselić - saksofon, sintisajzer, piano, glas

### Produkcija
- Producent, dizajn - Ivan Stančić
- Producent - Mladen Juričić
- Aranžer - Jurij Novoselić (skladba: B3), Marino Pelajić (skladbe: A3, A4, B2, B6), Ivan Stančić (skladbe: A1, A2, A5, B1, B4)
- Snimatelj - Mladen Škalec
- Tekst - Mladen Juričić (skladbe: A3, B2, B3)
- Glazba - Monty Norman (skladba: A5)
- Glazba, tekst - Jura Stublić (skladbe: A1 to A4, B1 do B4, B6), Jurij Novoselić (skladba: B5)
- Fotografija - Gordan Škondrić

## Vanjske poveznice
- Discogs - Recenzija albuma